# Río Pico/Figueroa
Le Río Pico ou Río Figueroa, est une rivière de Patagonie qui parcourt les territoires de l'Argentine (province du Chubut) et du Chili (XIe région d'Aisen). Dans ce dernier pays, il porte le nom de Río Figueroa. C'est un affluent en rive gauche du río Carrenleufú ou Palena

## Géographie
Le Río Pico naît en Argentine, dans le massif du Cerro Piedra (1050 m), situé au nord de la petite localité de Río Pico dans le département de Tehuelches. Il s'oriente d'abord vers l'est puis vers l'ouest en direction de cette localité qu'il traverse. Peu après, se dirigeant toujours vers l'ouest, il reçoit ses deux principaux affluents argentins, le río Nelson venu du sud et le río Las Pampas venu du nord. Il traverse alors la Cordillère des Andes et continue sa route vers l'ouest en territoire chilien, sous le nom de río Figueroa. Il se jette dans le río Palena/Carrenleufú au niveau de la localité de La Junta.
La partie argentine du bassin, située sur le territoire de la municipalité de Río Pico dans le département de Tehuelches, a une superficie de 2 444 km2 .

## Affluents
Dans le bassin argentin, le río Pico reçoit les émissaires de plusieurs lacs notables:
- le Lac Pico Numero Uno (rive gauche)
- le río Nelson  (rive gauche) qui reçoit en rive droite l'émissaire du Lac Pico Numero Dos
- le Lac Pico Numero Tres (rive gauche)
- le Lac Pico Numero Cuatro (rive droite)
- le Lac Pico Numero Cinco (rive droite)

## Activités touristiques
Tant en Argentine qu'au Chili, la topographie de son bassin est abrupte et comporte des gorges étroites et impressionnantes. Comme pour la vallée du Carrenleufú/Palena, le potentiel touristique de la rivière, de sa vallée et de son bassin est important. La région est particulièrement retirée et largement sous-peuplée. 
Dans le haut bassin argentin, la présence de plusieurs lacs, et de nombreuses rivières, permet la pratique de fort belles pêches (truites) .